# 瓦埠湖
瓦埠湖位於中華人民共和國東部的淮河流域，在安徽省境內，鄰近壽縣，是淮河南岸最大湖泊。洪水期 （页面存档备份，存于）枯水期 （页面存档备份，存于）水面积变化很大。
瓦埠湖还是中原官话与江淮官话的西部分界（典型指标为入声的有无），瓦埠湖東南岸的瓦埠镇讲话有典型的入声。瓦埠湖西岸讲话就没有入声。
瓦埠湖还有些气候调节作用，沿湖的瓦埠镇夏季平均气温比邻近的合肥偏低1-2度，冬季平均气温比寿县城关镇偏高近1度。

## 參看
- 寿县